# Luigi Borghi (politico 1924)
Luigi Borghi (Como, 24 gennaio 1924 – 4 marzo 2006) è stato un politico e sindacalista italiano.

## Biografia
Già segretario nazionale del SINASCEL, ricoprì la carica di deputato per tre legislature, venendo eletto con la Democrazia Cristiana alle politiche del 1963 (34.371 preferenze), alle politiche del 1968 (35.401 preferenze) e alle politiche del 1972 (56.995 preferenze).
Successivamente approdò al Senato, venendo eletto alle politiche del 1976 per il collegio di Como.
Fu sottosegretario di Stato alle finanze nei governi Rumor II (1969-70), Rumor III (1970), Colombo (1970-72) e Andreotti I (1972).
Terminò il mandato parlamentare nel 1979.